# Siliquariaspongia japonica
Siliquariaspongia japonica är en svampdjursart som beskrevs av Kazuo Hoshino 1981. Siliquariaspongia japonica ingår i släktet Siliquariaspongia och familjen Theonellidae.
Artens utbredningsområde är havet kring Japan. Inga underarter finns listade i Catalogue of Life.